# Horst Scholze

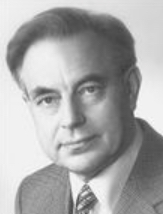
Horst Scholze

Horst Scholze (* 5. Oktober 1921 in Sohland an der Spree; † 12. Juni 1990 in Würzburg) war ein deutscher Glaschemiker und Hochschullehrer. Er erforschte u. a. das Wasserglas, die Phänomene und Mechanismen der Glaskorrosion, das Sol-Gel-Verfahren und begründete die Ormosil-Forschung.

## Leben
Horst Scholze schloss 1951 sein Chemiestudium in Würzburg ab. Danach arbeitete er 1953–1961 als wissenschaftlicher Assistent am Max-Planck-Institut für Silikatforschung. 1959 habilitierte er mit der Arbeit Der Einbau des Wassers in Gläsern. Von 1962 bis 1963 war er Privatdozent für Glas und Keramik an der Bergakademie Clausthal. Ab 1963 bis 1971 war er Professor und Direktor des neuen Instituts für Silikattechnik an der TU Berlin, aus dem später das Institut für Werkstoffwissenschaften und -technologien erwuchs. Von 1971 bis zu seiner Emeritierung 1986 war er der erste Direktor des Fraunhofer-Instituts für Silicatforschung in Würzburg, das zuvor eine Einrichtung der Max-Planck-Gesellschaft war.

## Leistungen
Scholze zählt zu dem prägendsten Wissenschaftlern der deutschen Glasforschung. Sein Standardwerk "Glas - Natur, Struktur und Eigenschaften" war richtungsweisend für ganze Generationen von Glaswissenschaftlern. Er führte das durch Grundlagenforschung geprägte frühere Max-Planck-Institut in das anwendungsorientierte System der Fraunhofer-Gesellschaft und entwickelte es zu einer zentralen Einrichtung im Innovationsgeschehen der Glas- und Keramikindustrie. Durch Diversifizierung der Forschungsinhalte etablierte er es als gefragten Leistungsträger nationaler und internationaler breit aufgestellter Materialforschung und -entwicklung. Eine besondere Bedeutung hat seine Pionierarbeit zu einer völlig neuen Stoffgruppe, den Ormosilen, welche später als ORMOCERE eine innovative Materialklasse möglich machten.
Neben seiner beruflichen Tätigkeit war Scholze in vielen Gremien und Organisationen aktiv: Von 1971 bis 1986 war er Vorsitzender des Fachausschusses »Physik und Chemie des Glases« der Deutschen Glastechnischen Gesellschaft (DGG), von 1972 bis 1977 Vorsitzender des Komitees »Science and Technology« der International Commission on Glass (ICG), von 1972 bis 1988 Mitglied des Vorstandes der DGG sowie Vizepräsident (1978 bis 1981) und Präsident (1981 bis 1984) der ICG.
Für seine Leistungen und sein Engagement wurde Scholze u. a. mit den höchsten Ehrungen der DGG gewürdigt, der Otto-Schott-Denkmünze und dem Goldenen Gehlhoff-Ring.

## Sammlung Scholze "Rotes Glas"
Scholze trug zusammen mit seiner Frau Gisela in 36 Jahren eine über 800 Exponate umfassende Privatsammlung von Kleinobjekten aus rotem Glas zusammen. Diese vermachte er nach seinem Tod dem Glasmuseum Wertheim. Seit 2014 wurde der Großteil (650 Exponate) vom Museum als Dauerleihgabe an das Fraunhofer-Institut für Silicatforschung in Würzburg gegeben.

## Werke
- Horst Scholze: Glas. Natur, Struktur und Eigenschaften. 3. Auflage. Springer, Berlin, Heidelberg 1988, ISBN 3-662-07496-6, doi:10.1007/978-3-662-07495-4.
- Liste ausgewählter Publikationen in Bibliotheken[9]